# Portrait de Georgette au bilboquet
Portrait de Georgette au bilboquet est un tableau peint par René Magritte en 1926. Réalisée sur toile à la peinture à l'huile et au crayon, ce portrait surréaliste représente l'épouse de l'artiste Georgette Magritte, sa tête seule apparaissant dans un cadre reposant contre un bilboquet. Elle est conservée au musée national d'Art moderne, à Paris.

## Expositions
- Giorgio de Chirico, aux origines du surréalisme belge. René Magritte, Paul Delvaux, Jane Graverol, Beaux-Arts Mons, Mons, 2019 — no 3, p. 77.